# 덱스터 고든
덱스터 고든(영어: Dexter Gordon, 1923년 2월 27일 ~ 1990년 4월 24일)은 미국의 재즈 테너 색소폰 연주자였다. 그는 찰리 파커, 디지 길레스피, 버드 파월 같은 사람들의 비밥 음악 언어를 이 기구에 적응시킨 최초의 테너 연주자 중 한 명이었다. 고든의 키는 6피트 6인치였고, 그래서 그는 《Long Tall Dexter》와 《Sophisticated Giant》으로도 알려져 있었다. 그의 스튜디오와 공연 경력은 40년 넘게 지속되었다.
고든의 소리는 보통 "크고 넓은" 소리로 특징지어졌고 그는 비트의 뒤에서 연주하는 경향이 있었다. 그는 그의 솔로곡에 음악 인용문을 유머러스하게 삽입한 것으로 유명했으며, 인기 곡인 〈Happy Birthday〉와 바그너의 오페라와 같은 다양한 소스를 가지고 있었다. 이것은 일반적인 연습 재즈 즉흥연주에서는 드문 일이 아니지만, 고든은 그것을 그의 스타일의 특징이라고 할 만큼 자주 했다. 그의 주요 영향 중 하나는 레스터 영이었다. 결국 고든은 존 콜트레인과 소니 롤린스에 이른 영향을 끼쳤다. 롤린스와 콜트레인은 고든이 1960년대 동안 어려운 곡과 모들 연주에 대해 탐구할 때 그의 연주에 영향을 주었다.
고든은 상냥하고 유머러스한 무대 위주로 유명했다. 그는 관객들과 소통하기 위해 연주하기를 옹호했다. 그의 독특한 의식 중 하나는 각 발라드를 연주하기 전에 각 발라드의 가사를 암송하는 것이었다.
1948년 고든의 허먼 레너드가 로얄 로스트에서 연기 휴식을 취한 사진은 재즈 사진의 상징적인 이미지 중 하나이다. 담배는 고든의 음반 표지에 반복적으로 나오는 주제였다.
고든은 베르트랑 타베르니에의 영화 《라운드 미드나잇》 (워너 브라더스, 1986년)에서 연기로 아카데미 남우주연상을 수상했고 사운드트랙으로 《The Other Side of Round Midnight》의 그래미상을 수상했다. 그는 또한 1990년 영화 《사랑의 기적》에서 카메오 역을 맡았다.